# Rosay (Jura)
Rosay település Franciaországban, Jura megyében. Lakosainak száma 119 fő (2022. január 1.). Rosay Augisey, Chevreaux, Cressia, Cuisia, Gizia, Loisia, Rotalier és Beaufort-Orbagna községekkel határos.

## Népesség
A település népessége az elmúlt években az alábbi módon változott:
| Lakosok száma | 157  | 105  | 114  | 132  | 126  | 125  | 125  | 123  | 123  | 119  |
|               | 1968 | 1982 | 1990 | 2006 | 2013 | 2015 | 2017 | 2019 | 2020 | 2022 |